# 南特林达迪
南特林达迪是巴西南大河州的一个市镇。总面积268.417平方公里，总人口5909人，人口密度22人/平方公里。